# Святослав Ігорович (князь волинський)
Святосла́в І́горович (хресне ім'я Андрі́й; 1177–1211) — князь володимирський та перемиський, син Ігоря Святославича Чернігівського з династії Ольговичів.

## Біографія

### Родина
Донька Агафія, видана 1209 року за мазовецького князя Конрада I. Мати Болеслава І Мазовецького.